# Pelin Esmer
Pelin Esmer (Istanbul, 1972) è una regista e sceneggiatrice turca.

## Filmografia
- Koleksiyoncu: The Collector - documentario (2002)
- Oyun - documentario (2005)
- 10 to 11 (11'e 10 kala) (2009)
- Watchtower (Gözetleme Kulesi) (2012)
- Something Useful (Ise Yarar Bir Sey) (2017)
- Queen Lear - documentario (2019)